# Вишленкова, Елена Анатольевна
Еле́на Анато́льевна Вишленкова (род. 2 сентября 1965, Казань) — российский историк, доктор исторических наук (1999), профессор (2000), ординарный профессор Национального исследовательского университета «Высшая школа экономики» (2016).

## Биография
Окончила в 1988 году исторический факультет Казанского государственного университета.
После защиты кандидатской диссертации «Концепция церковного раскола А. П. Щапова» в 1992 году (научный руководитель Г. Н. Вульфсон) до 2009 года работала на кафедре отечественной истории до XX века Казанского государственного университета в качестве ассистента (1992—1996), доцента (1996—1998) и после защиты в 1999 году докторской диссертации «Религиозная политика в России (первая четверть XIX века)» — профессора и заведующей этой же кафедры (1999—2009). С 2009 по 2022 годы — главный научный сотрудник, в 2010—2018 — заместитель директора Института гуманитарных историко-теоретических исследований имени А. В. Полетаева (ИГИТИ) Национального исследовательского университета «Высшая школа экономики» (ВШЭ). Одновременно с этим — профессор на факультете истории (с 2012 года — Школа исторических наук) ВШЭ. В 2012 году создала и возглавила Центр университетских исследований, а в 2019 году — Центр истории медицины в ИГИТИ.
С 2022 года — старший научный сотрудник (Senior Fellow) в Исследовательском институте при Немецком музее в Мюнхене (Deutsches Museum), Freiburg Institute for Advanced Studies (FRIAS), с 2023 года — приглашенный профессор университета Мюнхена (LMU).
С 2008 года — представитель России в Международной комиссии по истории университетов. Соорганизатор всероссийских летних школ в Казани (2000—2004, совместно с С. Ю. Малышевой и А. Г. Суприянович) и соруководитель международных исследовательских проектов (2010—2012, совместно с А. Ю. Андреевым и С. И. Посоховым, фонд Герда Хенкель; 2019—2021 совместно с А. Реннером, Российский научный фонд и Deutsches Forschung Geselschaft).
Член редакционной коллегии и редакционных советов журналов «Диалог со временем» (2006—2022); «Rozprawy z dziejow oswiaty» (2011—2016); «History of Education and Children’s Literature» (2014—2022); «Новое литературное обозрение» (2016—2022), «Kwartalnik Historii Nauki i Techniki» (2018—2021), «Проблемы социальной гигиены, здравоохранения и истории медицины» (с 2020). С 2005 по 2020 год — эксперт и член экспертного совета Российского фонда фундаментальных исследований.

## Научная деятельность
Автор более 250 научных работ, в том числе 12 монографий и 7 коллективных книг под редакцией, 7 учебных пособий.
С 2000 по 2017 годы основным направлением научных исследований являлась история российских университетов. Вишленковой был разработан и апробирован новый методологический подход, позволяющий изучать историю университетов не только как государственных институций, но как сообществ людей, отношения между которыми регулируются культурными нормами.
В монографии «Визуальное народоведение, или Увидеть русского дано не каждому» Вишленкова показала, как визуальными средствами духовные элиты формировали национальную солидарность. Книга и статьи на эту тему породили серию рецензий с обсуждениями специфики визуального языка «русскости».
С 2010-х годов Вишленкова начала исследования в области истории медицины. Применив апробированный на истории университетов методологический подход, в серии статей она выполнила историческую реконструкцию становления в России врачебной профессии в первой половине XIX века, исследовала формы самоорганизации и саморегулирования врачебного сообщества через академические аттестации и институт рецензирования.
В опубликованной в 2021 году книге «История медицины и медицинской географии Российской империи» раскрыла процесс изучения империи с точки зрения влияния её территории на здоровье жителей. На основе многочисленных медико-топографических описаний, статистических данных о заболеваемости и смертности, архивов медицинских советов при министерствах внутренних дел, просвещения, полиции, военно-сухопутных и военно-морских дел показано формирование российской специфики врачебной профессии, связанной с глубокой вовлеченностью медиков в государственное управление и их знаниями условий проживания пациентов.
Совместно с профессором С. Н. Затравкиным исследовала историю охраны здоровья и здравоохранения в СССР, результаты этих исследований опубликованы в 2022 году в книге «„Клубы“ и „гетто“ советского здравоохранения».

## Оценки
Профессор университета в Галле Петер Хартмут Рюдигер, рассматривая книгу «Terra Universitatis», назвал этот подход «культурной историей».
Новизну предложенного Вишленковой подхода отмечала профессор Мичиганского университета Елена Гапова, сообщая о коллективной монографии «Русские профессора»:

Авторы предложили плодотворную модель анализа. Опираясь на документы, они… уходят от их описания и пересказа и предлагают их концептуализацию в терминах «автономии», «солидарности», «групповых интересов», «контроля», то есть концептов, характерных для современной социологии знания".

Американский историк науки из Принстонского университета Майкл Гордин, анализируя коллективные монографии («Русские профессора» и «Сословие русских профессоров») призывал «внимательно изучить более сложную историю российских университетов, которую развивают исследователи под руководством Вишленковой, и отказаться от простого и архаичного обоснования „особого пути“, простой и привычной истории».
Оценивая книгу «Биографии университетских архивов», Ксения Казакова отмечала, что «новизна исследования заключается в попытке авторов показать, что архив является не только объектом исследования, но и активным субъектом университетской истории», представляет собой «комплекс коллективных автобиографий и свидетельств, создаваемых ученой корпорацией в процессе коммуникации с властью и обществом».
Ярославский антиковед В. В. Дементьева в рецензии сочла словесные конструкции редакторов книги «Сословие русских профессоров: создатели статусов и смыслов» бессмысленными и заявила, что предложенная ими методология «не содержит базовых элементов объективной научности».
Доцент Саратовского госуниверситета им. Н. Г. Чернышевского Ольга Кочукова относительно монографии «Визуальное народоведение, или Увидеть русского дано не каждому» писала:

Монография Е. А. Вишленковой существенно обогащает современную историческую науку, расширяя её исследовательскую проблематику… Являясь результатом применения новых исследовательских практик и технологий в гуманитарном знании, может послужить хорошим практикумом по современной методологии исторической науки.

О книге «История медицины и медицинской географии Российской империи» американский специалист по истории Российской империи из университета Нотр-Дам в штате Индиана А. Мартин писал:

Систематически помещая Россию в сравнительные рамки европейских империй, сочетая наблюдение за столичными городами с изучением дальних рубежей Российской империи, авторы исследуют, как медицинская география и её повседневные практики, с одной стороны, связывали Россию с Европой, а с другой — способствовали формированию имперской государственности, российской нации и развитию зарождающегося гражданского общества"

Относительно книги «„Клубы“ и „гетто“ советского здравоохранения» профессор В. И. Бородулин писал, что её выход «позволяет поставить точку применительно к обсуждению более частной проблемы: что такое „советская история медицины“ как научная медицинская дисциплина». Профессор П. Э. Ратманов отметил, что «книга наносит мощный удар по мифу о многочисленных достоинствах, достижениях, прогрессивности, безукоризненности и гуманности советского здравоохранения». Его мнение поддержал профессор С. П. Глянцев, который при этом упрекнул авторов исследования в том, что в работе «не рассмотрена медицинская помощь населению страны в клиниках медицинских вузов и академических НИИ СССР…, не отражена роль научных школ в создании фундамента для развития медицины России в конце ХХ — начале XXI в.»

## Основные работы
- Вишленкова Е. А. Религиозная политика: официальный курс и «общее мнение» России Александровской эпохи. — Казань: Изд-во КГУ, 1997. — 189 с. — ISBN 5-7464-1238-4.
- Вишленкова Е. А. Духовная школа в России первой четверти XIX века.. — Казань: Изд-во КГУ, 1998. — 184 с. — ISBN 5-7464-1272-4.
- Вишленкова Е. А. Заботясь о душах подданных: религиозная политика в России первой четверти XIX века. — Саратов: Изд-во СГУ, 2002. — 467 с. — ISBN 5-292-03001-5.
- Вишленкова Е. А. Казанский университет Александровской эпохи: Альбом из нескольких портретов. — Казань: Изд-во КГУ, 2003. — 248 с. — ISBN 5-7464-0490-X.
- Уроки Вульфсона / Отв. ред. Вишленкова А. А., Бикташева А. Н.. — Изд-во КГУ, 2003. — 320 с. — ISBN 5-98180-028-3.
- Вишленкова Е. А. (автор первого раздела). История Казанского университета. 1804—2004 / гл. ред. И. П. Ермолаев. — Изд-во КГУ, 2004. — 651 с. — ISBN 5-7464-0586-8.
- Вишленкова Е. А., Малышева С. Ю., Сальникова А. А. Terra Universitatis: Два века университетской культуры в Казани. — Казань: Изд-во КГУ, 2005. — 498 с. — ISBN 5-98180-197-2.
- Вишленкова Е. А., Малышева С. Ю., Сальникова А. А. Культура повседневности провинциального города: Казань и казанцы (XIX—XX века). — Казань: Изд-во КГУ, 2009. — 451 с. — ISBN 978-5-98180-622-3.
- Вишленкова Е. А. Визуальное народоведение Российской империи, или Увидеть русского дано не каждому. — М.: Новое литературное обозрение, 2011. — 381 с. — ISBN 978-5-86793-862-8.
- Вишленкова Е. А., Галиуллина Р. Х., Ильина К. А. Русские профессора: университетская корпоративность или профессиональная солидарность. — М.: Новое литературное обозрение, 2012. — 648 с. — ISBN 978-5-86793-945-8.
- Вишленкова Е. А. Изобретение века. Проблемы и модели времени в России и Европе XIX столетия / ред. Е. Вишленкова, Л. Сдвижков. — М.: Новое литературное обозрение, 2013. — 360 с. — ISBN 978-5-4448-0120-8.
- Сословие русских профессоров. Создатели статусов и смыслов / под ред. Е. А. Вишленковой, И. М. Савельевой; пер. с нем. К. Левинсона ; пер. с пол. Д. Добровольского. — М.: Изд-во ВШЭ, 2013. — 385 с. — ISBN 978-5-7598-1046-9.
- Биографии университетских архивов / под ред. Е. А. Вишленковой, К. А. Ильиной, В. С. Парсамова. — М.: Изд-во ВШЭ, 2017. — 297 с. — ISBN 978-5-7598-1587-7.
- Сад ученых наслаждений / под ред. Е. А. Вишленковой, А. Н. Дмитриева, Н. В. Самутиной. — М.: Изд-во ВШЭ, 2017. — 345 с. — ISBN 978-5-7598-1551-8.
- История медицины и медицинской географии в Российской империи. Под редакцией Е. А. Вишленковой и А. Реннера. — М.: «Шико», 2021. — 388 с.
- Затравкин С. Н., Вишленкова Е. А. «Клубы» и «гетто» советского здравоохранения. — М.: «Шико», 2022. — 352 с.